# Simms (Oklahoma)
Simms es un lugar designado por el censo ubicado en el condado de Muskogee en el estado estadounidense de Oklahoma. En el Censo de 2010 tenía una población de 325 habitantes y una densidad poblacional de 14,33 personas por km².

## Geografía
Simms se encuentra ubicado en las coordenadas 35°23′55″N 95°9′53″O / 35.39861, -95.16472. Según la Oficina del Censo de los Estados Unidos, Simms tiene una superficie total de 36.51 km², de la cual 36.51 km² corresponden a tierra firme y (0%) 0 km² es agua.

## Demografía
Según el censo de 2010, había 325 personas residiendo en Simms. La densidad de población era de 14,33 hab./km². De los 325 habitantes, Simms estaba compuesto por el 64.62% blancos, el 0.62% eran afroamericanos, el 24% eran amerindios, el 0% eran asiáticos, el 0% eran isleños del Pacífico, el 0% eran de otras razas y el 10.77% pertenecían a dos o más razas. Del total de la población el 1.23% eran hispanos o latinos de cualquier raza.